# Descendentes de italianos
Os descendentes de italianos, também conhecidos como oriundi, são pessoas nascidas fora do território italiano e que possuem ascendência italiana.
O número de descendentes de italianos no mundo todo é estimado em setenta milhões, devido à maciça emigração italiana, ocorrida principalmente entre 1880 a 1960.[carece de fontes?] Entre os descendentes de italianos são incluídos filhos, netos, bisnetos e trinetos de italianos natos, e são considerados de jure cidadãos italianos, baseada no conceito jus sanguinis, em que todos aqueles que têm sangue italiano são igualmente italianos, sem diferenças daqueles nascidos na Itália.
A maioria dos oriundi vive na própria Europa (Alemanha, França, Suíça), América do Sul (Brasil, Argentina e Uruguai), na América do Norte (Estados Unidos, Canadá) e também na Austrália.[carece de fontes?]
O Brasil é o país com o maior número de descendentes fora da Itália, são 32 milhões os brasileiros que são ítalo-descendentes. Na Argentina, são cerca de 16 milhões de argentinos ítalo-descendentes, ou seja; 40% da população tem algum ancestral italiano.

## Distribuição geográfica

### Nos Estados Unidos
As doze maiores populações ítalo-americanas, por estado, de acordo com o censo nacional de 2000:
1. Nova Iorque 3.254.298

2. Nova Jérsei 1.590.225

3. Pensilvânia 1.547.470

4. Califórnia 1.149.351

5. Flórida 1.147.946

6. Massachusetts 918.838

7. Illinois 739.284

8. Ohio 720.847

9. Connecticut 652.016

10. Michigan 484.486

11. Texas aprox. 363.354

12. Luisiana aprox. 195.561
As seis maiores porcentagens por estado:
1. Rhode Island 19.7%

2. Connecticut 18.6%

3. Nova Jérsei 16.8%

4. Nova Iorque 16.4%

5. Massachusetts 14.5%

6. Pensilvânia 13%

### No Canadá
| Província/Território     | Canadenses de origem italiana População | Porcentagem da população |
| ------------------------ | --------------------------------------- | ------------------------ |
| Terra Nova e Labrador    | 1.180                                   | 0,2%                     |
| Ilha do Príncipe Eduardo | 605                                     | 0,5%                     |
| Nova Escócia             | 11.240                                  | 1,3%                     |
| Nova Brunswick           | 5.610                                   | 0,8%                     |
| Quebeque                 | 249.205                                 | 3,5%                     |
| Ontário                  | 781.345                                 | 6,9%                     |
| Manitoba                 | 18,550                                  | 1,7%                     |
| Saskatchewan             | 7.569                                   | 0,8%                     |
| Alberta                  | 67.655                                  | 2,3%                     |
| Colúmbia Britânica       | 126.420                                 | 3,3%                     |
| Yukon                    | 500                                     | 1,8%                     |
| Territórios do Noroeste  | 400                                     | 1,1%                     |
| Nunavut                  | 95                                      | 0,4%                     |
| Canadá                   | 1.270.370                               | 4,3%                     |